# ترکایش (هریس)
ترکایش یکی از روستاهای استان آذربایجان شرقی است که در دهستان بدوستان شرقی بخش مرکزی شهرستان هریس واقع شده‌است.از مکانهای دیدنی متعلق به این روستا میتوان به قره دره و قوچی اشاره کرد که چندین باغ کنار هم قرار گرفته اند و منطقه ای بسیار خوش آب و هواست.
کارخانه آب معدنی میانکوه هریس هم در روستای ترکایش هست که از کم یاب ترین آب معدنی های ایران به شمار می رود.این روستا دارای مردمان سخت کوش و تحصیل کرده ای هستند که بیش از ۶۰نفر از جمعیت روستا در نهادهای دولتی مشغول بکار هستند.این روستا همچنین درجنگ تحمیلی ۳ نفر شهید و چندین نفر جانباز و ۲ نفر آزاده را تقدیم کشور کرده. کمباین در این روستا نقش ارزنده ای در پیشبرد کشاورزی منطقه داشته است.جمعیت این روستا حدود ۵۰۰ نفر میباشد